# Норт-Іст (Меріленд)
Норт-Іст (англ. North East) — місто (англ. town) в США, в окрузі Сесіл штату Меріленд. Населення — 4085 осіб (2020).

## Географія
Норт-Іст розташований за координатами 39°36′37″ пн. ш. 75°56′22″ зх. д. / 39.61028° пн. ш. 75.93944° зх. д. (39.610361, -75.939485).  За даними Бюро перепису населення США в 2010 році місто мало площу 5,44 км², з яких 5,32 км² — суходіл та 0,12 км² — водойми.

## Демографія
Згідно з переписом 2010 року, у місті мешкали 3572 особи в 1433 домогосподарствах у складі 901 родини. Густота населення становила 656 осіб/км².  Було 1651 помешкання (303/км²).
Расовий склад населення:
| - 87,2 % — білих - 7,6 % — чорних або афроамериканців - 1,5 % — азіатів - 0,4 % — корінних американців - 1,0 % — осіб інших рас |

До двох чи більше рас належало 2,4 %. Частка іспаномовних становила 3,3 % від усіх жителів.
За віковим діапазоном населення розподілялося таким чином: 26,7 % — особи молодші 18 років, 64,1 % — особи у віці 18—64 років, 9,2 % — особи у віці 65 років та старші. Медіана віку мешканця становила 30,7 року. На 100 осіб жіночої статі у місті припадало 91,2 чоловіків;  на 100 жінок у віці від 18 років та старших — 88,9 чоловіків також старших 18 років.
Середній дохід на одне домашнє господарство  становив 64 872 долари США (медіана — 59 614), а середній дохід на одну сім'ю — 86 313 долари (медіана — 82 455). За межею бідності перебувало 6,5 % осіб, у тому числі 13,9 % дітей у віці до 18 років та 0,0 % осіб у віці 65 років та старших.
Цивільне працевлаштоване населення становило 1823 особи. Основні галузі зайнятості: освіта, охорона здоров'я та соціальна допомога — 32,1 %, науковці, спеціалісти, менеджери — 11,5 %, публічна адміністрація — 9,7 %, мистецтво, розваги та відпочинок — 9,1 %.